# Ermak Timofeevitch
Ermák Timoféevitch (em russo:  Ерма́к Тимофе́евич, também Ermak) (nascido entre 1532 e 1542 — 5 ou 6 de agosto de 1585), foi um líder cossaco célebre por sua exploração da Sibéria, que marcou o início da expansão e colonização russa na região. 
Em 1558, a família mercantil Stroganov recebeu sua primeira patente para colonizar "a região abundante ao longo do rio Kama", e em 1574, terras nos montes Urais ao longo dos rios Tura e Tobol. Eles receberam ainda uma permissão para construir fortes ao longo dos rios Ob e Irtysh. Por volta de 1577, os Stroganov empregaram o líder cossaco Iermak para proteger suas terras de reides do cã siberiano Kutchum.
Em 1579 ou 1581, Ermak começou sua viagem para a Sibéria. Após algumas vitórias sobre o exército do cã, Iermak derrotou a força principal de Kutchum após uma batalha de 3 dias (23 a 25 de outubro de 1582) às margens do rio Irtysh. Os sobreviventes do exército de Kutchum então se retiraram para as estepes. Em 26 de outubro Ermak capturou a capital do Canato da Sibéria, Qashliq (17 quilômetros da cidade de Tobolsk). Como Kutchum possuía forças suficientes para resistir, rapidamente atacou Iermak em 6 de agosto de 1585 no cair da noite e dizimou a maior parte de seus homens. Ermak foi ferido e tentou fugir a nado pelo rio Wagay (tributário do Irtysh), mas se afogou sob o peso de sua própria cota de malha. O restante das forças de Ermak, sob o comando de M. Mescheriak, se retirou de Qashliq.
A exploração da Sibéria por Iermak é refletida nas Crônicas Siberianas. Sua vida e morte foram assunto de numerosas canções, livros e pinturas russas desde o século XVI.

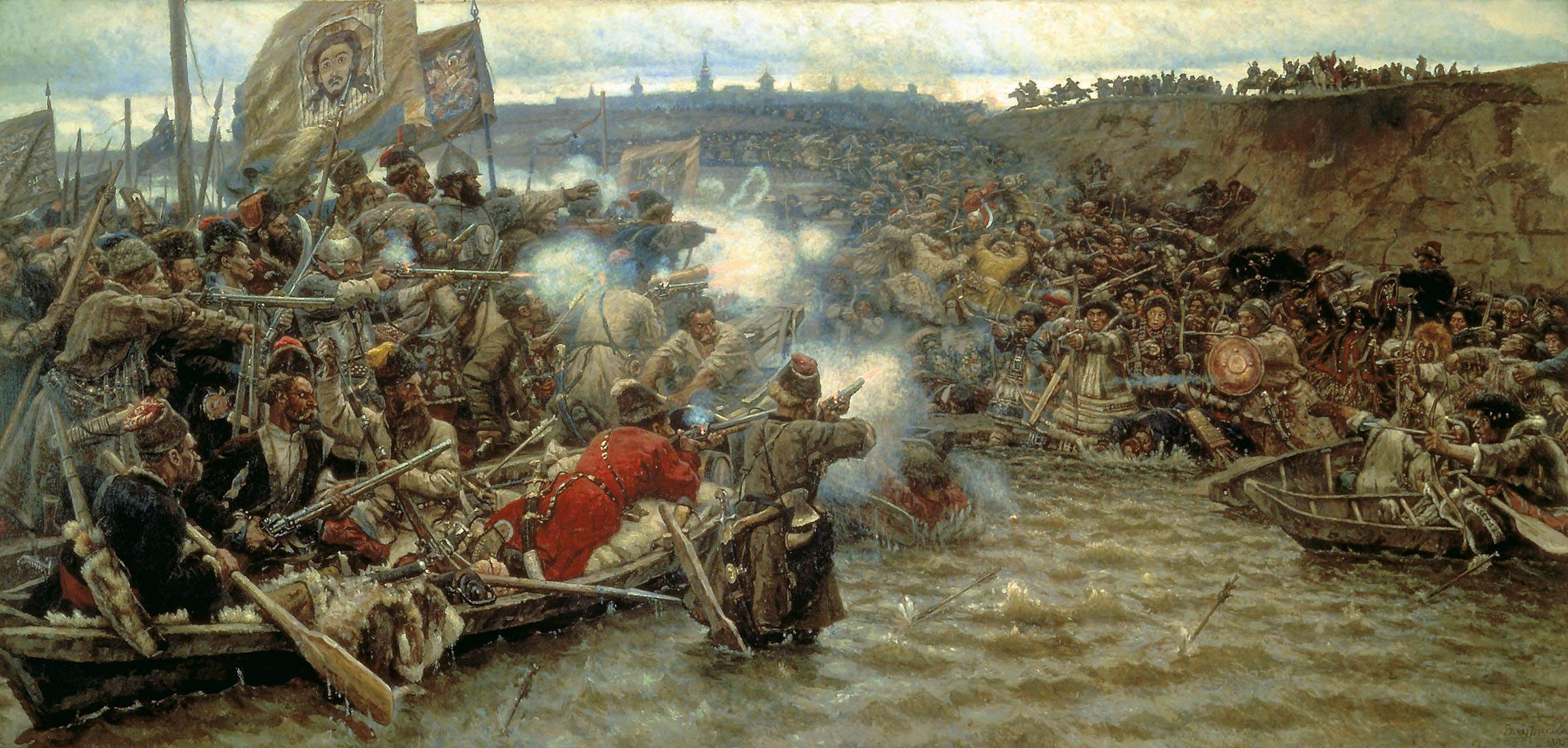
Conquista da Sibéria por Ermak, pintado por Vassili Surikov